# 坎皮略德德莱托萨
坎皮略德德莱托萨，是西班牙埃斯特雷马杜拉卡塞雷斯省的一个市镇。总面积26平方公里，总人口125人（2001年），人口密度5人/平方公里。